# الینتون آنتونیو کوستا مورایس
الینتون آنتونیو کوستا مورایس (پرتغالی: Ellinton Antonio Costa Morais؛ زادهٔ ۳۰ مارس ۱۹۹۰) بازیکن فوتبال اهل برزیل است.
از باشگاه‌هایی که در آن بازی کرده‌است می‌توان به باشگاه فوتبال اتنیکوس اچنا، باشگاه فوتبال بیرکیرکارا، باشگاه ورزشی النصر کویت، و باشگاه فوتبال نئا سالامیس فاماگوستا اشاره کرد.